# Vela nos Jogos Olímpicos de Verão de 1960 - Dragon
As provas da classe Dragon da vela nos Jogos Olímpicos de Verão de 1960 ocorreram entre 12 e 23 de outubro daquele ano no Golfo de Nápoles, no sul do Mar Tirreno, que banha a Itália. O programa compunha sete regatas. Para esta classe, houve 70 velejadores de 23 nações inscritas.

## Medalhistas
O trio grego Constantino, Odysseus Eskidioglou e Georgios Zaimis finalizou a competição em primeiro lugar e conquistou a medalha de ouro. A prata firmou-se com os argentinos Jorge Salas Chávez, Héctor Calegaris e Jorge del Río Salas. Por fim, a medalha de bronze ficou com Antonio Cosentino, Antonio Ciciliano e Giulio De Stefano, da Itália.
|  | GRE Grécia                                                |  | ARG Argentina                                           |  | ITA Itália                                            |
|  | Príncipe Constantino Odysseus Eskidioglou Georgios Zaimis |  | Jorge Salas Chávez Héctor Calegaris Jorge del Río Salas |  | Antonio Cosentino Antonio Ciciliano Giulio De Stefano |

## Resultados
Estes foram os resultados da competição:
| Pos.              | Tripulação                                                      | Embarcação    | Código | Regata I | Regata I | Regata II | Regata II | Regata III | Regata III | Regata IV | Regata IV | Regata V | Regata V | Regata VI | Regata VI | Regata VII | Regata VII | Total de pontos | Total -1 |
| Pos.              | Tripulação                                                      | Embarcação    | Código | Pos.     | Pts.     | Pos.      | Pts.      | Pos.       | Pts.       | Pos.      | Pts.      | Pos.     | Pts.     | Pos.      | Pts.      | Pos.       | Pts.       | Total de pontos | Total -1 |
| ----------------- | --------------------------------------------------------------- | ------------- | ------ | -------- | -------- | --------- | --------- | ---------- | ---------- | --------- | --------- | -------- | -------- | --------- | --------- | ---------- | ---------- | --------------- | -------- |
| Medalha de ouro   | GRE Príncipe Constantino Odysseus Eskidioglou Georgios Zaimis   | Nirefs        | GE 3   | 10       | 532      | 3         | 1055      | 3          | 1055       | 1         | 1532      | 4        | 930      | 2         | 1231      | 4          | 930        | 7265            | 6733     |
| Medalha de prata  | ARG Jorge Salas Chávez Héctor Calegaris Jorge del Río Salas     | Tango         | A 34   | 15       | 356      | 1         | 1532      | 2          | 1231       | 5         | 833       | 2        | 1231     | DSQ       | 0         | 10         | 532        | 5715            | 5715     |
| Medalha de bronze | ITA Antonio Cosentino Antonio Ciciliano Giulio De Stefano       | Venilia       | I 19   | 5        | 833      | 2         | 1231      | 1          | 1532       | 2         | 1231      | 11       | 491      | 14        | 386       | DSQ        | 0          | 5704            | 5704     |
| 4                 | NOR Öivind Christensen Arild E. Amundsen Otto Svae Carl         | Lett          | N 228  | 19       | 254      | 7         | 687       | 11         | 491        | 16        | 328       | 5        | 833      | 1         | 1532      | 1          | 1532       | 5657            | 5403     |
| 5                 | CAN Sandy McDonald Lynn Watters Gordon Norton                   | Argo II       | KC 52  | 1        | 1532     | 4         | 930       | 9          | 578        | 4         | 930       | 6        | 754      | 12        | 453       | 18         | 277        | 5454            | 5177     |
| 6                 | DEN Aage Birch Paul L. Jörgensen Niels P. Markussen             | Chok          | D 144  | 2        | 1231     | DSQ       | 0         | 13         | 418        | 11        | 491       | 3        | 1055     | 5         | 833       | 7          | 687        | 4715            | 4715     |
| 7                 | GBR Graham Mann Jonathan Janson Ian Hannay                      | Salamander    | K 305  | 4        | 930      | 14        | 386       | 15         | 356        | 7         | 687       | 1        | 1532     | 9         | 578       | 11         | 491        | 4960            | 4604     |
| 8                 | EUA Hans Ravenborg Günter Benecke Peter Rebien                  | Dinah V       | G 184  | 13       | 418      | 8         | 629       | 21         | 210        | 13        | 418       | 9        | 578      | 3         | 1055      | 2          | 1231       | 4539            | 4329     |
| 9                 | POR Carlos Ferreira Gonçalo D. Mello Joaquim Basto              | Grifo III     | P 18   | 17       | 302      | 11        | 491       | 10         | 532        | 3         | 1055      | 14       | 386      | 10        | 532       | 3          | 1055       | 4353            | 4051     |
| 10                | USA Eugene H. Walet Allen W. McClure, Jr. Claude L. Kohler      | Spirit VI     | US 143 | 7        | 687      | 6         | 754       | 14         | 386        | 10        | 532       | 17       | 302      | 4         | 930       | 12         | 453        | 4044            | 3742     |
| 11                | AUS Harold Brooke John Coon Alan J. Cain                        | Gabbiano      | KA 48  | 8        | 629      | 10        | 532       | 8          | 629        | 6         | 754       | 15       | 356      | 19        | 254       | 5          | 833        | 3987            | 3733     |
| 12                | IRL Arthur J. Mooney Robert G. Benson David A. Ryder            | Aletta        | IR 1   | 11       | 491      | 18        | 277       | 5          | 833        | 9         | 578       | 13       | 418      | 7         | 687       | 8          | 629        | 3913            | 3636     |
| 13                | NED Wim van Duyl Biem Dudok van Heel Jacq van den Berg          | Trintel II    | H 161  | 9        | 578      | 9         | 578       | 4          | 930        | 12        | 453       | 10       | 532      | 11        | 491       | DNF        | 101        | 3663            | 3562     |
| 14                | FRA Jean Peytel François Thierry-Mieg Philippe C. Reinhart      | Astrid III    | F 137  | 3        | 1055     | 13        | 418       | 16         | 328        | 19        | 254       | 19       | 254      | 8         | 629       | 6          | 754        | 3692            | 3438     |
| 15                | BER Howard B. Eve James W. Kempe Richard H. Masters             | Oleander II   | KB 2   | 25       | 134      | 5         | 833       | 7          | 687        | 14        | 386       | 16       | 328      | 16        | 328       | 14         | 386        | 3082            | 2948     |
| 16                | URS Eduard Stayson Viacheslav Mozhaev Nikolay Epifanov          | Persey        | SR 316 | 6        | 754      | 15        | 356       | 20         | 231        | 8         | 629       | 22       | 190      | 15        | 356       | 9          | 578        | 3094            | 2904     |
| 17                | FIN René Nyman Lasse H. Dahlman K. F. Heinr. Schaarschmidt      | Rififi        | L 33   | 22       | 190      | 19        | 254       | 18         | 277        | 18        | 277       | 7        | 687      | 6         | 754       | 13         | 418        | 2857            | 2667     |
| 18                | BAH Godfrey K. Kelly Maurice G. Kelly Percival A. Knowles       | Bim           | BA 1   | 18       | 277      | 21        | 210       | 17         | 302        | 17        | 302       | 8        | 629      | 13        | 418       | 20         | 231        | 2369            | 2159     |
| 19                | URU Horacio A. Garcia Victor A. Trinchin Gonzalo Garcia Lagos   | Bajazzo       | U l    | 16       | 328      | 17        | 302       | 6          | 754        | 22        | 190       | 21       | 210      | 24        | 152       | 16         | 328        | 2264            | 2112     |
| 20                | SWE Bengt Palmquist Göran P. Crafoord Sten G. Elliot            | Galejan       | S 194  | 12       | 453      | 12        | 453       | 19         | 254        | 15        | 356       | 20       | 231      | 20        | 231       | 15         | 356        | 2334            | 2103     |
| 21                | SUI Robert Thorens Gilbert Casalecchi Pierre A. Camoletti       | Baccara       | Z 30   | 23       | 171      | 20        | 231       | 12         | 453        | 21        | 210       | 23       | 171      | 17        | 302       | 17         | 302        | 1840            | 1669     |
| 22                | JPN Masayuki Ishii Yutaka Okamoto Setsuo Kawada                 | Boreas        | J 11   | 21       | 210      | 16        | 328       | 22         | 190        | 24        | 152       | 12       | 453      | 21        | 210       | 19         | 254        | 1797            | 1645     |
| 23                | MON Jules Soccal Gérard Battaglia Jean Crovetto                 | Damoiselle IV | MD 7   | 14       | 386      | 22        | 190       | 24         | 152        | 23        | 171       | 24       | 152      | 22        | 190       | 22         | 190        | 1431            | 1279     |
| 24                | PHI Fausto Preysler Jesus M. Villareal Francisco Gonzales       | Patricia      | PH 10  | 20       | 231      | 25        | 134       | 23         | 171        | 20        | 231       | 18       | 277      | 23        | 171       | DNS        | 0          | 1215            | 1215     |
| 25                | SIN Edward G. Holiday James B. Cooke Thomas K. Durcan           | June climene  | KS 319 | 24       | 152      | 24        | 152       | 25         | 134        | 26        | 117       | 25       | 134      | 18        | 277       | 21         | 210        | 1176            | 1059     |
| 26                | INA Ashari Danudirdjo Eri Sudewo Josef Muskita                  | Partenope     | RI 3   | 27       | 101      | 23        | 171       | 26         | 117        | 27        | 101       | 27       | 101      | 25        | 134       | 23         | 171        | 896             | 795      |
| 27                | ESP Santiago Pi Buxeda Juan Mirangels Tresserras Josè Pi Buxeda | Canopus       | E 16   | 26       | 117      | 26        | 117       | 27         | 101        | 25        | 134       | 26       | 117      | 26        | 117       | DNF        | 101        | 804             | 703      |

### Classificação diária

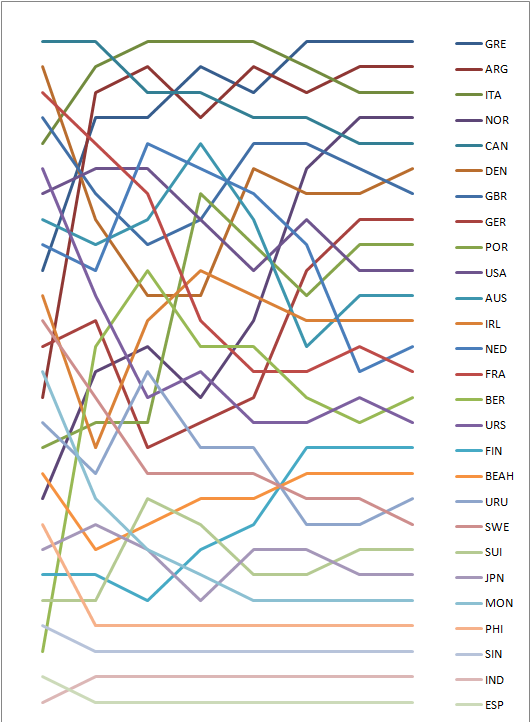
Gráfico mostrando a classificação diária na classe.